# روب هوليداي
روب هوليداي (بالإنجليزية: Rob Holliday)‏ هو موسيقي وعازف قيثارة بريطاني، ولد في 8 يونيو 1979 في برمنغهام في المملكة المتحدة.

## وصلات خارجية
- روب هوليداي على موقع ميوزك برينز (الإنجليزية)
- روب هوليداي على موقع ديسكوغز (الإنجليزية)